# Sorbus rinzenii
Sorbus rinzenii är en rosväxtart som beskrevs av K. Rushforth. Sorbus rinzenii ingår i släktet oxlar, och familjen rosväxter. Inga underarter finns listade i Catalogue of Life.